# Mokdad Sifi
 (février 2015).
Si vous disposez d'ouvrages ou d'articles de référence ou si vous connaissez des sites web de qualité traitant du thème abordé ici, merci de compléter l'article en donnant les références utiles à sa vérifiabilité et en les liant à la section « Notes et références ».
Mokdad Sifi (en arabe: مقداد سيفي), né le 21 avril 1940 à Tebessa en Algérie, est un homme d'État algérien.

## Parcours
Après des études primaires et moyennes à Tébessa, il intègre le lycée Saint-Augustin à Annaba où il obtient son baccalauréat en 1962. Parallèlement à ses études, il milite au sein de l'OCFLN et est membre de l'UGEMA (Union générale des étudiants musulmans algériens). Après l'indépendance, il poursuit des études en licence de physique à l'université d'Alger tout en enseignant les mathématiques au lycée El Mokrani de Ben Aknoun. Après l'obtention de sa licence, il rejoint Sonelgaz comme ingénieur travaux gaz puis est envoyé en France où il complète sa formation d'Ingénieur à l'ESME Paris et obtient un DEA en physique.
Après quelques années à Sonelgaz, il est nommé sous-directeur puis directeur des projets au ministère de l'Industrie par Belaid Abdesslam.
Membre du Front de libération nationale, il occupera plusieurs postes successifs dans la haute administration algérienne dont celui de directeur général au ministère du Commerce puis secrétaire général au ministère des Travaux publics ainsi qu'au ministère des Finances. Il rejoindra dans les années 1990 le cabinet du chef du gouvernement, Mouloud Hamrouche puis dirigera le cabinet de Sid Ahmed Ghozali avant de devenir ministre de l'Équipement dans les gouvernements successifs de Bélaïd Abdessalam et Redha Malek.
Il est chef du gouvernement, sous la présidence de Liamine Zéroual, du 11 avril 1994 au 30 décembre 1995 puis ministre d'État auprès du président de la République jusqu'en 1997 où il devient député de Tébessa et vice-président de l'Assemblée nationale. En 1998, il démissionne de son poste de vice-président et de membre du bureau du RND. En avril 1999, il se présente en candidat libre aux élections présidentielles et se retire de ces élections parmi les fameux 6 candidats qui dénoncent le trafic de ces élections qui mènent Abdelaziz Bouteflika au pouvoir.
À la suite de l'élection présidentielle algérienne de 1995, il est reconduit dans ses fonctions jusqu'à la fin de l'année.